# Hasel (rivière)
La Hasel est un affluent de la rivière Bruche dans le massif des Vosges, en région Grand Est département du Bas-Rhin.

## Rivière d'une vallée montagnarde
La source de la Hasel est située une centaine de mètres d'altitude en contrebas sous le Grossmann, culminant à 987 m d'altitude. Il s'agit d'un des sommets de la corniche gréseuse triasique qui s'étend au nord du Donon, du Noll au sud jusqu'au-delà du Schneeberg au nord-est. Sa vallée commence plus haut entre le Noll et le Narion, elle s'évase entre le rocher de Mutzig et le Grossmann.
La jeune Hasel née sur le territoire communal de Lutzelhouse dévale dans un cours curieusement sinueux dans les bois d'Oberhaslach vers les Baerenhoelen qui ne portent plus de prairies. En aval de la maison forestière de l'Eichelberg à 450 mètres d'altitude, elle est mitoyenne entre les communes de Lutzelhouse et d'Oberhaslach. Elle reçoit à 410 mètres d'altitude en rive gauche le Dimbach grossi auparavant de l'Hoellenbaechel. Ces deux petits affluents torrentueux viennent respectivement de l'Urstein et du col de Hoellenwasen, entre le sommet de l'Urstein et le Baerenberg. Ces sommets étaient autrefois des montagnes-chaumes comme le Noll et le Narion, le Grossmann et l'Eichel.
Devant la chapelle du ravin du Nideck ou Kirchrain, en face de Gensbourg, elle reçoit à 390 mètres d'altitude en rive droite le Wannbach (également mitoyen) venu du rocher de Mutzig rejoint par le Moosbach venu de derrière l'ancienne petite chaume-colline du Moosberg qu'elle longe. De là jusqu'aux flancs du Ringelsberg et ses châteaux de faîte, par exemple la maison forestière du Hohenstein à 298 mètres d'altitude, la petite rivière coule dans une contrée de collines appartenant à la commune Oberhaslach et draine en rive gauche le Baumbaechel, le ru du Nideck, le Schieferbaechel, le Luttenbach, le Hohensteinbaechel et en rive droite, le Wintersteinbaechel, les Weinbaechele, le Klintzbach.
La Hasel traverse calmement le village d'Oberhaslach après avoir formé un étang à 279 mètres d'altitude, puis la commune de Niederhaslach vers 250 mètres d'altitude. Elle se jette en amont du pré de Rohr dans la rivière Bruche. Son cours est de 14,4 km de longueur.

## Origine
Mentionnons sa vieille dénomination sous la forme Hasela ou Haselaha. La première forme est sans doute commune avec la vieille appellation de Haslach, monastère mérovingien jouxtant la vallée de la Bruche. La vallée de la Hasel abritait un vieux chemin qui permettait encore, selon des témoignages du XVIe siècle, de relier au plus vite Strasbourg à Paris. Le Ringelsberg, lieu d'élection de l'ermite Florent, semble contrôler ce vieux chemin qui présente deux diverticules majeurs sur ses flancs.